# Балицкий, Тудор
Тудор Балицкий (рум. Tudor Balitchi), (род. 25 июля 1977, Тирасполь) — с 2009 года генеральный директор таможенной службы Республики Молдова, специальное звание — генерал-майор.

## Биография
Тудор Балицкий окончил 13 школу, города Кишинёва, в 1994 году, в период 1994—1999 гг. учился в Международный Независимый Университет Молдовы, Юридический Факультет, специализация Административного и Конституционного Права. Окончил Университет со средним баллом — 10. В период 2006—2007 гг. получил титул Магистра в области Права, окончив Академию Государственного Управления при Президенте Республики Молдова, специальность Административного и Конституционного Права, со средним баллом — 9. Тудор Балицкий свободно владеет русским и английским языком.

### Профессиональная деятельность
В 1999 году, после окончания Международного Независимого Университета Молдова, Тудор Балицки начал свою профессиональную деятельность в качестве юриста в Государственном Агентстве по Интеллектуальной Собственности Республики Молдова. Позже, в период 2000—2009 гг., Тудор Балицкий работал в частном секторе и также активно участвовал в международных проектах. В 2009 году, был назначен на должность Генерального Директора Таможенной Службы Республики Молдова, и эту должность занимает до сегодняшнего дня. Деятельность Тудора Балицкого является самой длинной от формирования Таможенной Службы Республики Молдова.

## Публикации
«Importanța instituțională a Agenției Internaționale pentru Energie Atomică în procesul dezvoltării pașnice și stabile a lumii.» Ежеквартальный методично — научный журнал, «Administrarea Publică», но.1, 2014 г.
Журнал Академии Государственного Управления, «Mecanisme Naționale și Internaționale de Protecție a Drepturilor Omului», Материалы круглого стола с международным участием, посвященный 65-летию Всеобщей Декларации Прав Человека, 11 декабря 2013 г.

## Награды
9 июня 2011 года, Тудор Балицки был награждён с «Insigna pentru consolidarea colaborării vamale a statelor membre CSI» / "Знак для укрепления таможенного сотрудничества государств — участников СНГ ", в чести ХХ юбилея от создания СНГ. 8 декабря 2011 года, был награждён с «Medalia Departamentală a Comitetului Vamal al Ministerului Finanțelor al Republicii Kazahstan», имея в виду развития таможенного сотрудничества. 3 сентября 2012 года — «Crucea Pentru Merit», первого класса.

## Семья
- Мать — Балицкая Валентина — врач.
- Отец — Балицкий Тодор- профессор Кишинёвского Колледжа Медицины и Фармации.
- Женат, имеет одного ребёнка.